# Klaus Bochow
Klaus Bochow (* 26. Februar 1950 in Rangsdorf; † 7. Januar 2010 ebenda) war ein deutscher Politiker (SPD). Von 1999 bis zu seinem Tod war er Mitglied des Landtages Brandenburg.

## Leben
Bochow absolvierte nach dem Besuch der Polytechnischen Oberschule von 1966 bis 1968 eine Ausbildung zum Chemiefacharbeiter und leistete von 1968 bis 1970 seinen Grundwehrdienst. Danach arbeitete er bis 1973 in seinem Beruf und absolvierte parallel dazu bis 1974 ein Abendstudium der Chemischen Technologie, das er als Chemieingenieur abschloss (nach 1990 als Diplomingenieur (FH) durch Nachdiplomierung anerkannt). Zwischen 1973 und 1986 hatte er verschiedene Leitungsfunktionen im VEB Berlin-Chemie inne. Von 1987 bis 1995 leitete Bochow Abteilungen im  Agrochemischen Zentrum Zossen und dann bei der Lienig GmbH. Von 1995 bis 1999 war er Geschäftsbereichsleiter und Prokurist bei der Entwicklungsgesellschaft Wünsdorf/Zehrensdorf mbH (EWZ).
Er war evangelischer Konfession, verheiratet und hatte 2 Kinder.

## Politik
Bochow war seit 1990 Mitglied der SPD. 1990 bis 1993 war er Vorsitzender des Kreistages Zossen, ab 1993 Vorsitzender des Kreistages Teltow-Fläming. Seit 1990 war er Vorstandsmitglied und seit 1994 stellvertretender Vorsitzender des Landkreistages Brandenburg.
Seit September 1999 war Bochow Mitglied des Landtages Brandenburg. Dabei gewann er jeweils das Direktmandat in seinem jeweiligen Wahlkreis (1999: Wahlkreis Teltow-Fläming II, 2004 und 2009: Wahlkreis Teltow-Fläming I). In der 4. Wahlperiode (2004–2009) war er
- ab Oktober 2004 – stellvertretender Vorsitzender des Wahlprüfungsausschusses,
- ab April 2005 – Vorsitzender der Parlamentarischen Kontrollkommission, und
- ab November 2005 – Vorsitzender des Ausschusses für Europaangelegenheiten und Entwicklungspolitik.

Für Bochow rückte Ina Muhß in den Landtag nach.